# Starší česká literatura
Starší česká literatura je (v užším slova smyslu) označení pro česky psanou literaturu vzniklou od počátků českého písemnictví do národního obrození, v širším slova smyslu i pro nečeskou literaturu vzniklou na českém území (zahrnuje i literaturu staroslověnskou, především ale latinskou a německou). Tento pojem tedy zahrnuje velmi široké časové údobí – od 10., resp. 14. století (nejstarší modlitby, legendy a kroniky) až po předobrozeneckou literaturu (zhruba do 80. let 18. století), památky po všech stránkách různorodé, psané starou, později střední češtinou, různými druhy pravopisu a typy písma (různé fraktury, které se někdy nesprávně souhrnně označují jako švabach). Knihy byly tištěny v různých formátech, z nich největší byl foliový – odtud označení foliant pro knihy tohoto formátu.
Jde o rukopisy, posléze i tisky (otázka první česky tištěné knihy není spolehlivě vyřešena, jsou jí snad Arnoštova statuta z roku 1476). Tisky vytištěné do roku 1500 se označují jako inkunábule neboli prvotisky. Časté je používání zkratek, např.
- b. – buoh, bůh
- dr po. s po. – dvůr poplužní s poplužím
- G. M. P. N. – Jeho Milost pán náš
- Gs – Jesus (Ježíš)
- W. – Vašnosti.

## Baroko
Původní česká velká literární díla z této doby nemáme, gros české literatury z této doby tvoří kázání, knížky lidového čtení, kramářské písně apod. Jako "jediný český barokní román" bývá někdy označován překlad (!) Velikého života německého kapucína Martina z Kochemu, jedna z nejrozšířenějších knih v českých domácnostech až do období národního obrození.

## Typy knih a žánry, které jsou typické pro starší (nejen českou) literaturu[1]
- abecedář
- antifonář
- bestiář
- bible
  - biblia pauperum
- bloková kniha
- breviář
- cestopis
- cisioján
- diplomatář
- evangeliář
- evangelistář
- exemplum
- facetie
- glosář
- graduál
- hagiografie
- herbář
- homiliář
- kancionál
- kniha hodinek
- knihy půhonné
- knížky lidového čtení
- kramářské písně
- kronika
- legenda
- lekcionář
- lucidář
- mamotrekt
- manuálník
- martyrologium
- minuce
- misál
- morytát
- nebeklíč
- parimejník
- pasionál
- penitenciál
- planetář
- polyglota
- postila
- smolné knihy
- štambuch
- vokabulář
- zemské desky
- zrcadlo (kniha)
- žaltář